# Massacre de Yangzhou

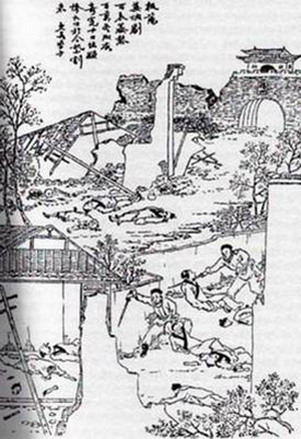
Uma concepção artística do massacre do final da dinastia Qing

O massacre de Yangzhou em 20 de maio de 1645 em Yangzhou, dinastia Qing na China, refere-se aos assassinatos em massa de civis inocentes por soldados manchus e desertores de Ming do norte, comandados pelo general manchu Dodo.
O massacre é descrito em um relato contemporâneo, A Record of Ten Days in Yangzhou, de Wang Xiuchu. Devido ao título do relato, os eventos são frequentemente referidos como um massacre de dez dias, mas o diário mostra que a matança terminou no sexto dia, quando o enterro dos corpos começou. De acordo com Wang, o número de vítimas ultrapassou 800 000, esse número agora é refutado e considerado por historiadores e pesquisadores modernos como um exagero extremo. Os principais comandantes defensores de Ming, como Shi Kefa, também foram executados pelas forças Qing depois de se recusarem a se submeter à autoridade Qing.
As alegadas razões para o massacre foram:
- Para punir os residentes por causa dos esforços de resistência liderados pelo oficial Ming Shi Kefa.
- Alertar o restante da população de Jiangnan sobre as consequências de participar de atividades militares e resistir aos invasores Qing.

O relato de Wang Xiuchu apareceu em várias traduções para o inglês, incluindo Backhouse e Bland, Lucien Mao, e Lynn A. Struve. A seguir estão trechos do relato na tradução de Struve. 
Várias dezenas de pessoas foram pastoreadas como ovelhas ou cabras. Qualquer um que ficasse para trás era açoitado ou morto imediatamente. As mulheres foram amarradas pelo pescoço com uma corda pesada - amarradas umas às outras como pérolas. Tropeçando a cada passo, eles estavam cobertos de lama. Bebês deitados por toda parte no chão. Os órgãos daqueles pisoteados como relva sob os cascos dos cavalos ou os pés das pessoas estavam espalhados na terra, e o choro dos que ainda estavam vivos enchia toda a área externa. Cada sarjeta ou lagoa pela qual passamos estava cheia de cadáveres, apoiando os braços e pernas uns dos outros. Seu sangue fluiu para a água, e a combinação de verde e vermelho produzia um espectro de cores. Os canais também estavam cheios de cadáveres.
Então os incêndios começaram em todos os lugares, e as casas de palha... pegaram fogo e logo foram engolfadas pelas chamas... Aqueles que se esconderam sob as casas foram forçados a sair correndo do calor do fogo, e assim que saíram, em nove casos em dez, eles foram condenados à morte no local. Por outro lado, aqueles que ficaram nas casas foram queimados até a morte dentro das portas fechadas e ninguém poderia dizer quantos morreram da pilha de ossos carbonizados que restaram depois.
Livros escritos sobre os massacres em Yangzhou, Jiading e Jiangyin foram posteriormente republicados por autores anti-Qing para ganhar apoio na preparação para a Rebelião de Taiping e a Revolução de Xinhai.
Soldados manchu resgataram mulheres capturadas de Yangzhou de volta para seus maridos e pais originais em Nanjing depois que Nanjing se rendeu pacificamente, encurralando as mulheres na cidade e chicoteando-as com força, com seus cabelos contendo uma etiqueta mostrando o preço do resgate.

## Literatura
- Struve, Lynn A., Voices from the Ming-Qing Cataclysm: China in Tigers' Jaws, Publisher:Yale University Press, 1998, See pp. 32–48 for the translation of Wang Xiuchu's account.
- Finnane, Antonia, Speaking of Yangzhou: A Chinese City, 1550-1850, Cambridge: Harvard University Asia Center, 2004. See especially Chapter 4, "Yangzhou's Ten Days."
- Wei, Minghua 伟明铧, 1994. “Shuo Ýangzhou shiri’”说扬州十日, in Wei Minghua, Yangzhou tanpian 扬州谈片 Beijing: Sanlian shudian.
- Zarrow, Peter, 2004. “Historical Trauma: Anti-Manchuism and Memories of Atrocity in Late Qing China,” History and Memory, Vol. 16, No. 2, Special Issue: Traumatic Memory in Chinese History.
- The Litigation Master and the Monkey King, Liu, Ken. In The Paper Menagerie and other stories. Publisher:Saga Press, 2016, ISBN 978-1-4814-2437-0. pages 363–388.